# Kaflarnia
Kaflarnia (prononciation [kaˈflarɲa]) est une localité de la gmina de Nowa Brzeźnica, du powiat de Pajęczno, dans la voïvodie de Łódź, située dans le centre de la Pologne.
Sa population s'élevait à 7 habitants en 2006.

## Administration
De 1975 à 1998, la localité était attachée administrativement à l'ancienne voïvodie de Częstochowa.

Depuis 1999, elle fait partie de la nouvelle voïvodie de Łódź.